# Die Rabtaldirndln
Die Rabtaldirndln sind ein 2003 gegründetes Theater- und Performancekollektiv aus Graz, bestehend aus Barbara Carli, Rosa Degen-Faschinger, Bea Dermond, Gudrun Maier sowie bis 2021 Gerda Saiko.

## Geschichte
Das namengebende Rabtal ist ein imaginäres Territorium in der Steiermark. Neben den Spielerinnen sind am Entstehen der Produktionen wechselnde Regisseure und Dramaturgen beteiligt. Ein wiederkehrendes Thema in den Produktionen der Rabtaldirndln ist das Spannungsfeld zwischen Stadt und Land. Die Stücke werden häufig als Koproduktionen bzw. Kooperationen mit nationalen und internationalen Theaterhäusern und Festivals im deutschen Sprachraum entwickelt (u. a. in Berlin, München, Wien, Salzburg und Graz).

## Produktionen
- Halbdurch Ganzdurch Tod (2003, Regie: Ed. Hauswirth)
- Die Rabtaldirndln helfen Dir! (2004, Regie: Ed. Hauswirth)
- Change, der Begleitclub der Rabtaldirndln (2005, Regie: Ed. Hauswirth)
- 15 Jahre Rabtaldirndln – eine Gala (2006, Regie: Ed. Hauswirth)
- Wie weit gehst du für mich? Eine Reihe Selbstversuche. (2007, Regie: Helmut Köpping)
- Sterbenswörter (Langzeitperformance, 2008)
- Soviel ich weiss, kann ich nicht tanzen. (2009, Regie: Monika Klengel)
- 69 Revolutionäre Momente (2009, Regie: Ed. Hauswirth)
- Aufplatzen (2009, Dramaturgie: Monika Klengel und Marcus Dross)
- Zielsicher (2010, Regie: Ed. Hauswirth)[3]
- Berge versetzen (2011, Regie: Monika Klengel)
- HEMMUNGSLOS – eine Schenke der Rabtaldirndln (2011)
- Schwarze Wolle (2013, Regie: Ed. Hauswirth)
- Picknick mit Erscheinung (2013, Regie: Die Rabtaldirndln)
- Einkochen (mit Bodo Hell 2014, Dramaturgie: Georg Klüver-Pfandtner)
- Du gingst fort (2015, Regie: Ed. Hauswirth)
- LUISE 37 (2015, Regie: Die Rabtaldirndln)
- Female History (2016, Regie: Die Rabtaldirndln)
- Dirndl sucht Bauer (2016, Regie: Ed. Hauswirth)
- Mein Leben ist ein Traum (2017, Regie: Ed. Hauswirth)
- Abreissen (2017, Regie: Ed. Hauswirth)
- Inside Rabtal (2018, Regie: Monika Klengel)
- Böse Frauen (2018, Regie: Ed. Hauswirth)
- FEST (2019, Regie: Ed. Hauswirth)
- Ich, Tatortkommissarinnen (2019, Regie: Cora Frost)[2]
- Die Stadt der Rabtaldirndln (2020, Regie: Yosi Wanunu)
- Die Stadt der Rabtaldirndln: Wien (2020 Regie: Yosi Wanunu)
- 20*R+A+B+T+A+L*21 (2021, Regie: Die Rabtaldirndln und Monika Klengel)
- Betonfieber (2021, Regie: Ed. Hauswirth)
- Betongold (2021, Regie: Ed. Hauswirth)
- The Unreal Housewives of Graz vs The Unreal Housewives of Vienna (2022, Regie Yosi Wanunu)
- Ahnfrauen (2023, Regie: Nadja Brachvogel)
- Halbzeit (2023, Regie Felix Hafner) im Museum für Geschickte des Universalmuseums Joanneum[4]

## Rezeption
Über das im Jahr 2023 aufgeführt Stück „Halbzeit“ schrieb die Kronen Zeitung, dass es ein sehr gelungener, äußerst unterhaltsamer, aber auch nachdenklich stimmender Abend über die Halbwertszeit der Kunst. sei. Der Standard meint, dass die Rabtaldirndln in puncto dezentraler Kunstproduktion zum Besten, was Österreich zu bieten hat gehören. Der Theaterkompass meint, dass ländliches Idyll in die Stadt gebracht sei permanenter Gegenstand ihrer schauspielerischen Untersuchungen. Die Rabtaldirndln spielen ein Spiel mit Illusion und gnadenloser Desillusionierung, in der Künstlerinnensubjekt und Kunstobjekt verschmelzen. Der Falter zählt sie zum „Fixbestandteil der österreichischen Theater- und Performance-Landschaft“. Die Rabtaldirndln würden als freies Ensemble cooles, innovatives, zeitgenössisches Theater machen. Dabei haben sie sich „mit ihren tollen Performances erfolgreich in der österreichischen Performanceszene etabliert“. Der ORF konstatierte, die Rabtaldirndln „spielen mit Illusion und Desillusionierung, strapazieren die Landidylle und lassen den Provinzgeist auf das Ungeheuer Stadt los“. Die Presse fand, dass die Rabtaldirndln das Publikum mit schräger Performance locken und provozieren.
Die Theaterkritik Nachtkritik führte zu den einzelnen Stücken wie folgt aus:
- „Berge Versetzen“: Wie hier ein Outlaw-Lebensgefühl simuliert und mit kleinen, spitzen Einwürfen flugs wieder durchlöchert wird, wie fiktive Gefühle gegen scheinbare innere Widerstände herausgepresst und mit einem plötzlichen „Heidulio“ oder „I'm still standing“ zugleich überhöht und gedeckelt werden, das ist etwas Besonderes. [11]
- „Schwarze Wolle“: „Die Rabtaldirndln verausgaben sich mit ironischer Alpenfolklore am Wiener Brut“. "Die sechzigminütige Mischung aus Esoterik-Feminismus und Haudrauf-Nostalgie ist durchwegs komisch und konsequent belanglos. Mit schweißtreibendem Körpereinsatz erfinden die Rabtaldirndln mit "Schwarze Wolle" eine Art Volkstheater für linksintellektuelle Großstadtbewohner, die ihre ländliche Herkunft immer noch mit sich rumtragen."[12]
- „Böse Frauen“: „In krassem Gegensatz zur Wucht, die in jedem einzelnen der Themen steckt, gibt einem die etwas beliebig wirkende Zusammenschau nicht lange zu denken“.[13]

## Preise
- 2011 Best OFF styria – Hauptpreis für „zielsicher“ und Publikumspreis für „zielsicher“
- 2014 Best OFF styria – Hauptpreis für "Einkochen"
- Nestroy-Theaterpreises 2023: Auszeichnung in der Kategorie Beste Off-Produktion für „Ahnfrauen“[14]